# Pierre Talon (compositore)
Pierre Talon (Reims, 25 ottobre 1721 – Parigi, 25 giugno 1785) è stato un violoncellista e compositore francese.

## Opere
- Six simphonies à quatre parties ou à plusieurs instruments, op. 1 (Parigi, 1753; no.6 ed. in BrookSF)
- Six quatuors, (Parigi, 1761), lost; as Six symphonies à quatre, op. 2 (Paris, 1767)
- Six trio, op. 2 (Parigi, c. 1761)
- Six trio, op. 4 (Parigi, 1765)
- Six simphonies à quatre parties ou à grand orchestre, op. 5 (Versailles, 1767)
- Op.3 dispersa